# Cleruquia
Una cleruquia (en grec antic: κληρουχία, klēroukhia) assignava lots de terra cívica (κλῆρος, klēros, «cleros») als ciutadans-soldats (κληροῦχος, klerûkos, «clerucs») per sorteig. Per extensió, també designava un tipus de colònia militar.
Es troben clerucs en Atenes al segle iv aC, i en el regne làgida d'Egipte a partir de la fi del segle iv aC.

## Etimologia
«Cleruquia» (del grec antic: κληρουχία, klēroukhia) prové de la paraula «cleros» (κλῆρος, klēros), una petita pedra, una rajola, una petxina o qualsevol cosa que pot servir per a fer un sorteig (i, per extensió, una parcel·la de terra assignada), i del sufix ἒχω (écho, possessió). Per tant, cleruquia significa literalment «distribució per sorteig de possessions».
En l'antiga Grècia, el cleros és la quantitat de terra que té un ciutadà. Com a part de l'establiment d'una colònia o d'una cleruquia atenesa, la terra era dividida entre els ciutadans d'aquesta manera en el major nombre cleros.

## Atenes
Les ciutats gregues, i especialment Atenes, buscaven controlar territoris aliats mitjançant l'enviament de ciutadans-soldats (els clerucs). La cleruquia grega tenia objectius similars als de les colònies romanes; eren comunitats amb autonomia que estaven lligades a la mare pàtria per un pacte d'eterna aliança. 

Les cleruquies d'Atenes abans de la Guerra del Peloponès

Atenes va crear un gran nombre de cleruquies a partir del segle v aC, especialment en els territoris dels aliats pertanyents a la Lliga de Delos, sobretot si hi havia hagut rebel·lions; les cleruquies es trobaven en posicions estratègiques amb la finalitat de vigilar els rebels. El paper militar de les cleruquies no es limitava al control dels principals aliats d'Atenes, sinó que comprenia la vigilància de les vies de comunicació, i particularment de la ruta del blat d'Escitia Menor, que era d'importància vital per l'avituallament de la ciutat: les cleruquies de Skiros, Lemnos, Imbros, i del Quersonès constituïen etapes d'aquesta ruta. Es van fundar també en Naxos, Andros, Histiea, Calcis, Mitilene, Eion, Potidea, Sinope, Amisenus, Melos, i Brea.
Quant a la creació, les cleruquies es distingien de les colònies (ἀποικία, apokia), en que les colònies s'establien al territori que la polis havia obtingut com a resultat d'una conquesta, mentre que les cleruquies s'establien al territori d'un aliat, en general en un territori ocupat després una revolta. No sempre és possible establir una distinció entre la colònia i la cleruquia segons el seu origen; algunes cleruquies es van fundar a petició d'un aliat per assegurar així l'ajuda militar atenesa en cas d'una amenaça enemiga.
Sovint la creació d'una cleruquia en el territori d'un aliat portava a la reducció del tribut que pagava a Atenes. Per exemple, el tribut de Quersonès va passar de 18 talents en l'any 453 aC a 3 talents en 446 aC, després de crear una cleruquia en l'any 447 aC; el tribut d'Andros, on es va crear la cleruquia l'any 450 aC, es va reduir de 12 talents que es pagava abans del 450 aC a uns 6 talents al 449 aC.
Atenes només concedia als clerucs l'usdefruit, no la propietat, d'una cleruquia; els ciutadans atenesos, tot i estar lluny de la seva terra natal, conservaven la ciutadania atenesa. La concessió de les parcel·les per sorteig permetia als ciutadans indigents, els membres de l'última classe del sistema timocràtic de Soló (els thetes), passar a la següent classe dels zeugite, membres que servien en l'exèrcit com hoplites. La creació de les clerurquies va ser un dels mitjans pels quals Pèricles va tractar al mateix temps consolidar l'autoritat d'Atenes i preveure les necessitats de les classes més baixes
La funció de les cleruquies era, doncs, triple:
- Permetia reduir la pressió demogràfica a l'Àtica exportant una part de la població cívica més pobra;
- Els nous propietaris constituïen altres nous hoplites, el que augmenta significativament la capacitat militar de la ciutat;
- Aquestes noves colònies militars constituïen guarnicions d'importància crucial en el manteniment de l'Imperi atenès.

Aquests tres objectius són clarament establerts en la política de Pèricles, com és relatat per Plutarc:
| «                                                         | Va enviar 1.000 clerucs al Quersonès Traci, 500 a Naxos, la meitat d'aquest nombre a Andros, 1.000 a Tràcia per viure entre els bisaltis, i els altres a Itàlia, quan Síbaris va ser recolonizada i la va anomenar Thuris. D'aquesta manera, va alleujar a la ciutat de la seva massa ociosa, que estava composta d'esvalotadors i causants de disturbis, a causa que no tenien distraccions, i va alleujar la pobresa del poble; i en enviar colons a viure al costat dels aliats, va instaurar alhora la por i les guarnicions pròpies per impedir la seva rebel·lió | » |
| — (Plutarc, Vides paral·leles, Vida de Pericles, 11, 5-6) | |   |

 Per tant, els clerucs estaven lluny de ser populars davant els aliats, ja que aquestes guarnicions constituïen la manifestació permanent de la restricció de la seva llibertat. Després de la derrota final d'Atenes en la guerra del Peloponès, els clerucs van tornen a l'Ática i les cleruquies són lògicament desmantellades, excepte Imbros, Skiros i Lemnos, que van perdre momentàniament tot vincle amb Atenes.

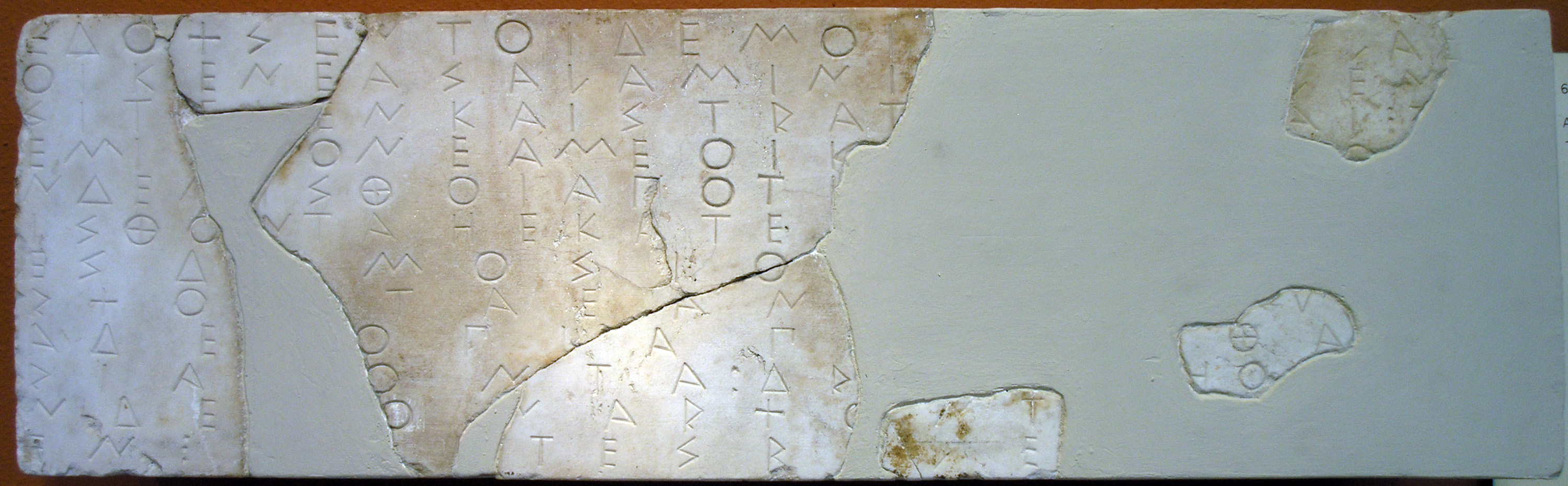
Decret que reglamentava els clerucs de Salamina, 510 aC-500 aC, (Inscriptiones Graecae I³, 1). Museu Epigràfic d'Atenes

Però els atenesos van obtenir la lliçó de la impopularitat d'aquesta institució; quan es forma la Segona Lliga atenesa en 378 aC, el decret fundador de l'aliança va prohibir implícitament la creació de colònies militars al territori dels aliats. En conseqüència, fora de les tres cleruquies de la ruta dels estrets, de nou reconegudes per Atenes després del 386 aC, el nou imperi marítim atenès no descansarà sobre aquest tipus de guarnició. La situació canvia una mica en 366 aC, a favor d'un enduriment de la política exterior atenesa que comportava la recreació d'una cleruquia en Samos i d'una altra en Potidea. En 353 a.C, al voltant de Sestos, en el Quersonès, hi ha un establiment d'aquest tipus. La derrota en Queronea el 338 aC contra Filip II de Macedònia va posar fi a totes les cleruquies ateneses.
La colonització militar va revestir formes diverses, segons les possibilitats naturals dels diferents regnes i les ambicions polítiques dels seus sobirans. En la monarquia selèucida i en l'atálida es va resoldre, mitjançant la creació d'assentaments de caràcter rural o urbà, amb categoria o no de ciutat, que en el pla militar formaven part dels grups d'autodefensa permanents i a vegades contribuïen ocasionalment amb la seva part a les hosts reials. D'aquesta manera, alhora que reforçaven l'estructuració política del seu imperi, els sobirans facilitaven la sedentarització i la integració dels immigrats, proporcionant entorns comparables a aquells dels que havien prescindit en abandonar els seus països d'origen.

## Egipte làgida
Però aquest sistema no els convenia als Ptolomeus, que pretenien assegurar el seu domini sobre Egipte d'una manera completament diferent; sense trencar la unitat ni la coherència interna d'una societat indígena, la passivitat semblava estar completament assegurada pel pes de les estructures heretades d'un llunyà i prestigiós passat. Segons les tradicions egípcies, preferien un tipus de colonització individual i de caràcter essencialment rural, en el qual cada soldat (cleruc) era responsable directe del seu lot de terra (cleros) davant l'autoritat monàrquica.
Els Ptolomeus van adoptar en el seu regne al sistema de la cleruquia per resoldre el problema del manteniment d'un exèrcit permanent. La terra clerúquica (ge klèruquikè) constituïa així la part de les terres del regne sota la forma de possessió concedida als soldats a canvi dels seus serveis. La grandària dels lots concedits (klèroi) varia considerablement segons el grau del soldat, però també segons la unitat en la qual va servir i la seva nacionalitat. Eren els lots de 5 a 20 arures (una arura equivalia a una mica més de 25 hectàrees) per als soldats indígenes (machiimoi), de 20 a 100 arures per als mercenaris grecs, i els caps podien rebre més de 100, més de 1.000 i fins i tot més de 100.00 arures. Podien estar en qualsevol punt de la vall del Nil, amb una concentració màxima en l'Egipte Mitjà i al voltant del llac Moeris, a la punta del Delta, en els nomós oxirrinc, patirita, heracleòpolis, hermòpolis i arsinoita, on s'havia començat la millora de les terres desèrtiques o pantanoses.
El camperol-soldat làgida (el cleruc) tenia com a obligacions essencials conrear la seva terra i estar llest per respondre a les ordres de mobilització del sobirà. També suportava diverses càrregues fiscals, les que incumbien a Egipte a qualsevol que posseís un terreny, i aquelles derivades del seu caràcter concret de cleruc (per exemple la taxa per a l'equipament de trirrems, per al pagament dels secretaris o per al manteniment dels metges i veterinaris). Com a compensació, durant les operacions militars rebia de l'Estat un sou, recompenses i botí.
Al principi, els clerucs eren primerament macedonis i mercenaris grecs, però aquesta limitació cau al final del segle iii aC per les dificultats de reclutament.
Els seus drets i deures es van anar modificant al llarg de l'època hel·lenística. En temps de Ptolemeu I Sòter (que va inaugurar el sistema), i de Ptolemeu II Filadelf (que el va desenvolupar), el cleruc no tenia més que l'usdefruit del seu terreny. Aquest pertanyia al rei, per tant, en cas de defunció del colon, o del no compliment dels seus deures, retornava al sobirà. El propietari d'aquest privilegi no podia disposar d'ell amb tota llibertat, especialment llegar-lo o vendre'l, malgrat que tingués des d'un principi el dret d'arrendar-lo. Aquesta situació no va durar molt, ja que una evolució natural, molt evident a la fi del segle iii aC, va transformar aquestes possessions precàries, individuals i revocables, en propietats hereditàries i després transmissibles fora del marc familiar, sempre que el nou amo assumís les obligacions militars i fiscals del seu predecessor. De la mateixa manera, l'allotjament (stahmos) concedit al colon en el poblat indígena proper al seu terreny, mitjançant una evolució encara més ràpida, es va transformar també en una propietat privada.
De grat o per força, els sobirans van haver d'acceptar el nou estat de coses, en el qual tenia interès en la mesura que les aportacions externes des de finals del segle iii aC els van obligar cada vegada més a recórrer als descendents dels clerucs per assegurar la renovació de les seves forces armades.